# Hamiltonià
En mecànica quàntica, el hamiltonià ({\displaystyle H}) és una funció utilitzada per expressar l'observable de l'energia total d'un sistema i, en general, l'estat d'un sistema físic, en funció de les variables de posició i moment.
En els casos més senzills es tracta d'una funció que expressa simplement l'energia total del sistema (suma d'energia cinètica i potencial), especialment quan les posicions i els moments no depenen del temps, però en general pot ser una funció complicada de les posicions i els moments, on els moments generalitzats es defineixen com:
{\displaystyle p_{j}={\partial L \over \partial {\dot {q}}_{j}}}
Matemàticament el hamiltonià es defineix com la transformació de Legendre del lagrangià, L:
{\displaystyle H\left(q_{j},p_{j},t\right)=\sum _{i}{\dot {q}}_{i}p_{i}-L(q_{j},{\dot {q}}_{j},t)}
on qj i pj són les posicions i moments generalitzats. L'ús del hamiltonià és bàsic en la formulació hamiltoniana de la mecànica clàssica que també es coneix com a mecànica hamiltoniana.

## Dos significats
El hamiltonià (H) té dos significats distints, encara que relacionats. En mecànica clàssica, és una funció que descriu l'estat d'un sistema mecànic en termes de variables posició i moment, i és la base per a la reformulació de la mecànica clàssica coneguda com mecànica hamiltoniana. En mecànica quàntica, l'operador hamiltonià és el corresponent a l'observable "energia".